# Henvålens naturreservat
Henvålens naturreservat bildades 1998 och är cirka 18 000 hektar stort. Det är beläget strax norr om Särvfjället i landskapet Härjedalen. Inom reservatet finns fjällen Lövkläppen, Henvålen och Graftruet. Där innefattas även de två myrområdena Aloppkölen och Kärringsjökölen.

## Natur

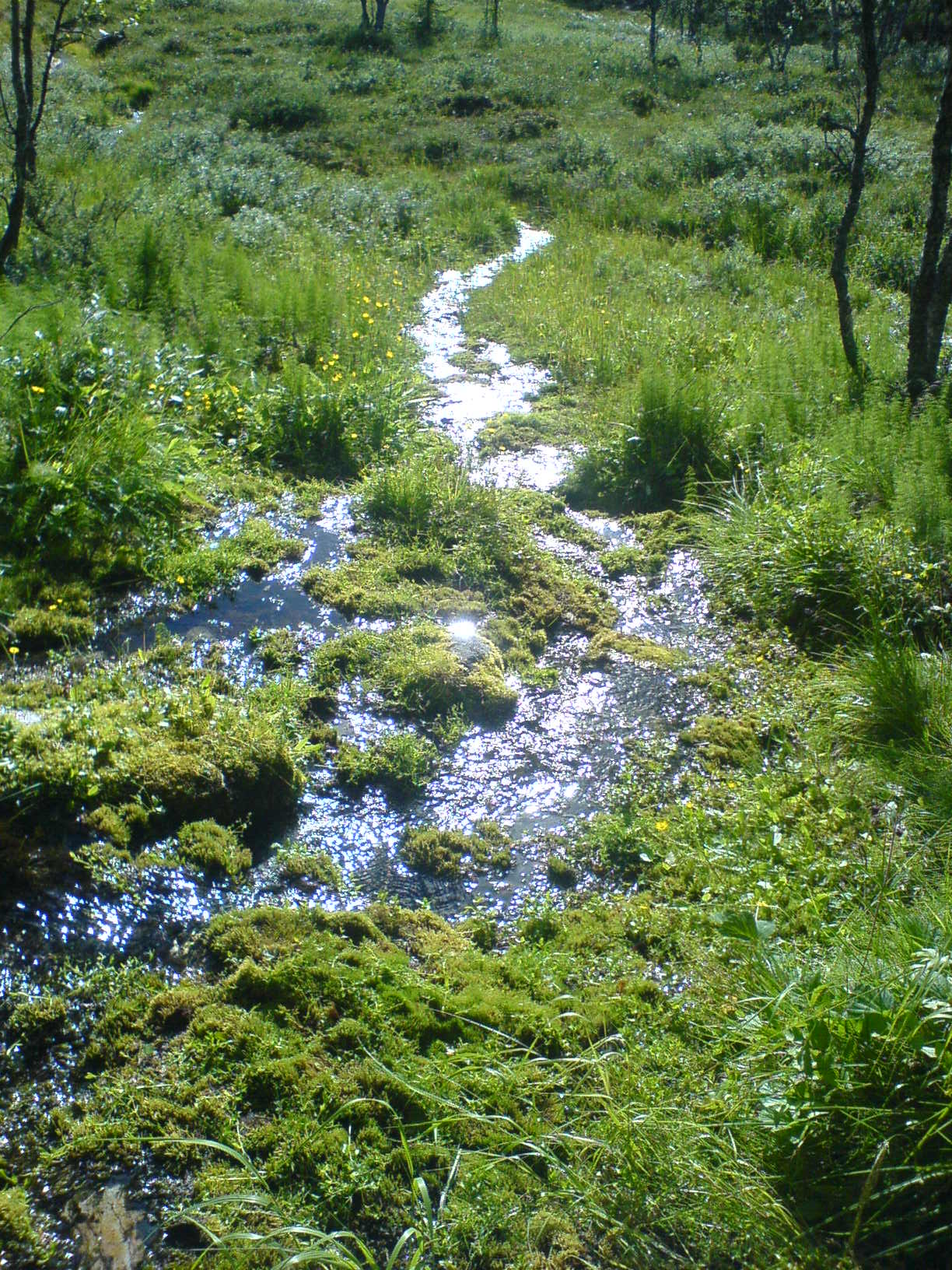
Bäck vid naturreservatet

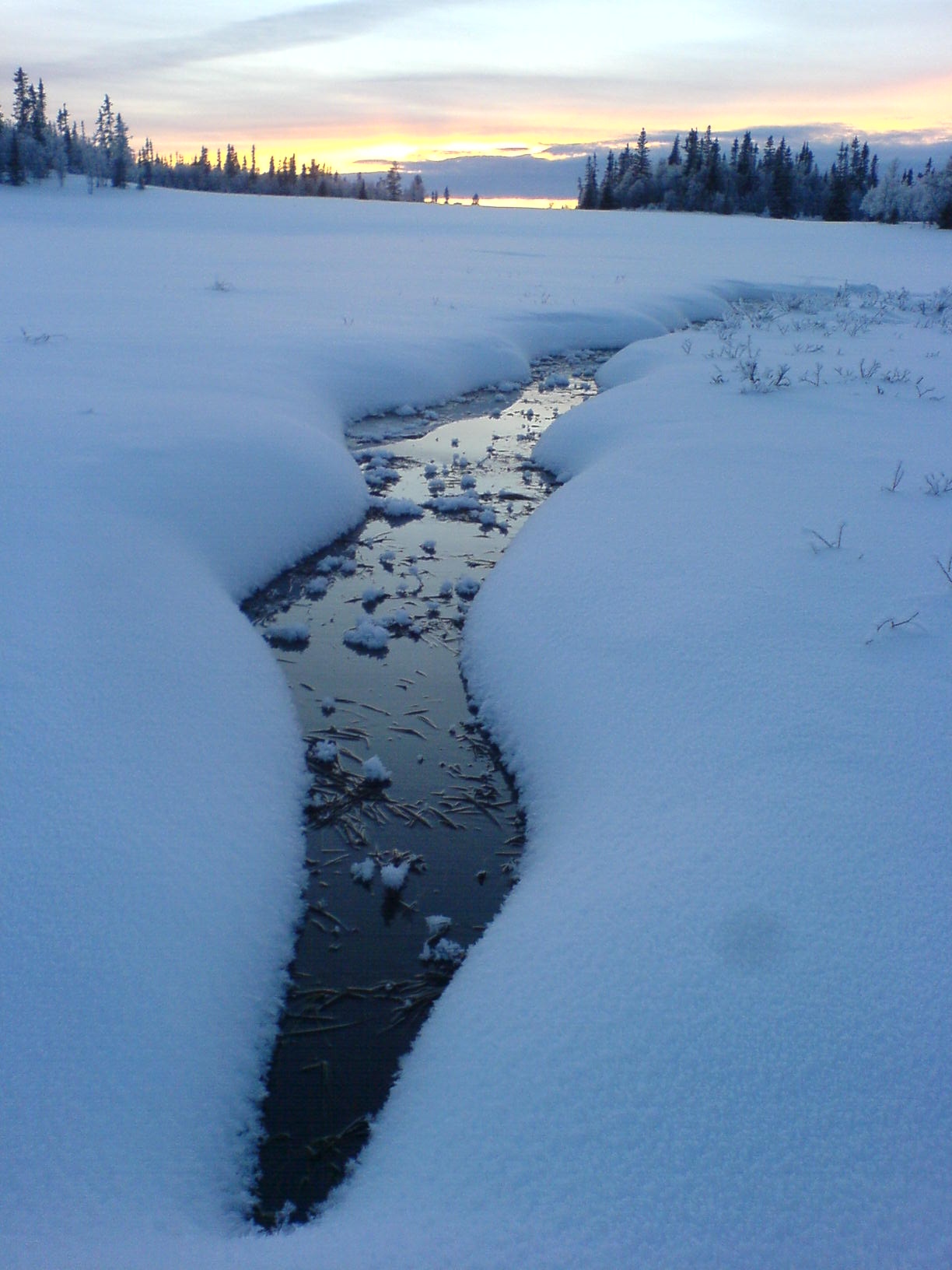
Vintereftermiddag i Henvålens naturreservat

Den dominerande naturtypen är olika sorters myrmark. Dessutom finns sumpskogar, källor och lösbottenkärr. Ovanför myrarna finns lavbehängd granskog och längre upp björkskog. På fjällen består naturen av vindpinade rishedar. Eftersom Aloppkölen och Köpmankölen är ett av de största och värdefullaste våtmarksområdena i regionen så har det blivit internationellt skyddat av våtmarkskonventionen Ramsar.

## Renbetesland
Den västra delen av reservatet utnyttjas till åretruntbete för renar. De samer som utnyttjar området är Handölsdalen, Mittådalens och Tåssåsens samebyar.

## Bebyggelse
I naturreservatet finns två äldre övergivna bosättningar, Kläppen och Henvålen, vilka bebyggdes i slutet av 1700-talet respektive början av 1800-talet.

### Kläppen
I slutet av 1700-talet skapade Karin Jonsdotter och Jon Olofsson från Långå ett enkelt nybyggarhemman. I mitten av 1800-talet bestod Kläppen av fyra gårdar med ett tjugotal byggnader. Byn var belägen långt från närmaste landsväg. En gång i veckan vandrade en person de tio kilometrarna till byn Särvsjön vid Neder-Särvsjön för att hämta beställda specerivaror från butiker i Hede.
Gårdarna i Kläppen har blivit klassade som riksintresse för kulturmiljövärden på grund av deras kulturhistoriska värde. Under 1994–1995 rustades några av byggnaderna upp.

### Henvålen
Henvålen bebyggdes 1838. Dock inte på nuvarande plats då de ursprungliga byggnaderna fick flyttas på grund av "skrymt", vilket är övernaturliga väsen. Under en tid fanns där tre gårdar. Anders Jonsson Wåhlin (född 1846) och hustrun Karin Johansdotter (född 1852) flyttade upp till Henvålen och fick där åtta barn. De sista permanentboende flyttade därifrån 1945. De sex barnen i familjen var inackorderade och gick i skolan i den närmsta byn Särvsjön. Detta på grund av att det var två mils vandring dit. Från början av 1960-talet fram till början av 1990-talet ägdes Henvålen av Fredrik von Malmborg från Norrköping. Den köptes av Maths O. Sundqvist i mitten av 1990-talet, som tid initiativ till att bygga upp jakt- och representationsanläggningen Henvålen.